# 佐俣駅
佐俣駅（さまたえき）は、かつて熊本県下益城郡中央村（現・美里町）にあった熊延鉄道の駅（廃駅）である。

## 歴史
- 1932年（昭和7年）12月25日：熊延鉄道甲佐 - 砥用間開通に伴い開業。
- 1964年（昭和39年）3月31日：熊延鉄道廃線に伴い廃止。

## 駅構造
単式ホーム1面1線を有する地上駅であった。

## 隣の駅
熊延鉄道
南甲佐駅 - 佐俣駅 - 釈迦院駅